# 里瓦斯峰
83°35′S 54°25′W / 83.583°S 54.417°W
里瓦斯峰（英語：Rivas Peaks）是南極洲的山峰，位於伊利沙伯女皇地，處於托伯特陡崖南部以西3.7公里，屬於彭薩科拉山脈中尼普頓山脈的一部分，美國地質調查局根據測量和該國海軍的空中照片繪入地圖，現時由南極條約體系管理。